# World Badminton Grand Prix 1992 (Finale)
Das Finale des World Badminton Grand Prix 1992 fand in Kuala Lumpur vom 16. bis zum 20. Dezember 1992 statt. Es war der Abschlusswettkampf der Grand-Prix-Serie der abgelaufenen Saison. Das Preisgeld betrug umgerechnet 176.050 US-Dollar. Das Turnier hatte damit einen Sechs-Sterne-Status im World Badminton Grand Prix.

## Finalresultate
| Disziplin    | Sieger                      | Finalist                             | Ergebnis         |
| ------------ | --------------------------- | ------------------------------------ | ---------------- |
| Herreneinzel | Rashid Sidek                | Alan Budikusuma                      | 15:9, 5:15, 15:7 |
| Dameneinzel  | Susi Susanti                | Sarwendah Kusumawardhani             | 9:11, 11:3, 11:4 |
| Herrendoppel | Ricky Subagja Rexy Mainaky  | Cheah Soon Kit Soo Beng Kiang        | 15:11, 15:6      |
| Damendoppel  | Lin Yanfen Yao Fen          | Gillian Clark Gillian Gowers         | 15:7, 17:16      |
| Mixed        | Thomas Lund Pernille Dupont | Jon Holst-Christensen Grete Mogensen | 15:5, 15:2       |

## Halbfinalresultate
| Disziplin    | Sieger                   | Gegner                 | Ergebnis         |
| ------------ | ------------------------ | ---------------------- | ---------------- |
| Herreneinzel | Rashid Sidek             | Thomas Stuer-Lauridsen | 15:12, 15:8      |
|              | Alan Budikusuma          | Joko Suprianto         | 15:6, 15:7       |
| Dameneinzel  | Susi Susanti             | Yuliani Santosa        | 11:9, 11:1       |
|              | Sarwendah Kusumawardhani | Tang Jiuhong           | 11:7, 3:11, 11:1 |